# Chileka International Airport
Chileka International Airport är en flygplats i Malawi. Den ligger i distriktet Blantyre District och regionen Southern Region, i den södra delen av landet, norr om Chileka. Chileka International Airport ligger 778 meter över havet.
Närmaste större samhälle är Blantyre, 12,3 km söder om Chileka International Airport. Omgivningarna runt Chileka International Airport är huvudsakligen savann.